# Bex
Bex je obec na jihozápadě Švýcarska, v okrese Aigle v kantonu Vaud. Žije zde přibližně 8 500 obyvatel.

## Geografie

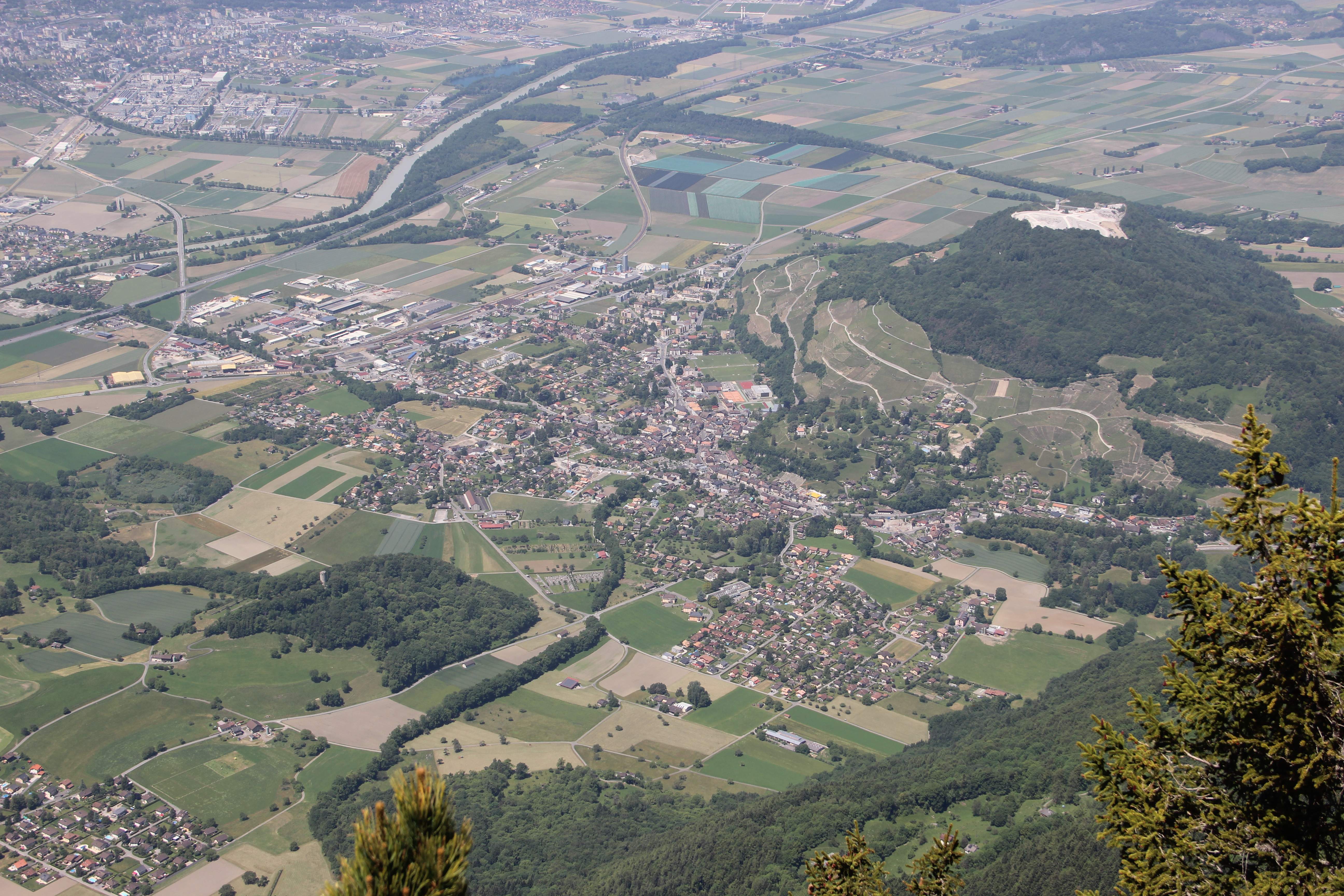
Bex; pohled z vrcholu Croix de Javerne

Bex leží v nadmořské výšce 424 m, vzdušnou čarou 8 km jihojihovýchodně od okresního města Aigle. Obec se rozkládá na východním okraji údolí dolní Rhôny, na náplavové rovině, kterou řeka Avançon v průběhu času nahromadila při svém vtoku do údolí Rhôny, na jižním úpatí lesa a vinic Montet ve Vaudských Alpách.
Území obce o rozloze 96,6 km² pokrývá část údolí dolní Rhôny a sousední Alpy. Západní část obce leží v údolí Rhôny, západní hranici tvoří kanalizovaný tok řeky Rhôny. Na východ od Rhôny se rozkládá široká údolní rovina, která je zase ohraničena kopci Le Montet (688 m n. m.) a Chiètres (608 m n. m.). Mezi těmito dvěma kopcovitými oblastmi se rozkládá povodí Bex, kterým protéká řeka Avançon. Na jihu se oblast rozkládá až k zúžení řeky Rhôny u Saint-Maurice.
Mnohem větší východní část obce se nachází ve velmi reliéfní oblasti Vaudských Alp a z velké části zahrnuje povodí řeky Avançon s jejími dvěma prameny Avançon de Nant (na jihu) a Avançon d'Anzeindaz (na severu). Mezi údolími těchto toků se nachází skalnatý hřeben L'Argentine (2422 m n. m.). Na jihovýchodě probíhá hranice vedle vysokého údolí Vallon de Nant přes masiv s vrcholy Dent de Morcles (2969 m n. m.), Dent Favre (2917 m n. m.), Grand Muveran (3051 m n. m.) a Tête à Pierre Grept (2904 m n. m.), která geologicky patří k helvétským příkrovům vysokých vápencových Alp. Toky na severozápadním úbočí tohoto pohoří jsou napájeny několika malými firnovými poli (ledovec des Martinets, Plan Névé a ledovec de Paneirosse). Daleko na východ od obce Bex se rozkládá rozsáhlý Alp Anzeindaz a horský průsmyk Pas de Cheville (2038 m n. m.), který spojuje údolí Avançon s jezerem Lac de Derborence. Sommet des Diablerets, vrchol masivu Les Diablerets severně od tohoto průsmyku, je se svými 3210 metry nad mořem nejvyšším bodem obce. Na severu probíhá hranice zčásti podél Avançonu, zčásti po svazích Gryonu a podél potoka Gryonne. V roce 1997 byla 4 % území obce pokryta zastavěnou plochou, 32 % lesy a lesními porosty, 28 % zemědělstvím a přibližně 36 % neproduktivní půdou.
Sousedními obcemi jsou Gryon, Lavey-Morcles, Ollon a Ormont-Dessus v kantonu Vaud a Chamoson, Collonges, Conthey, Fully, Leytron, Massongex, Monthey a Saint-Maurice v kantonu Valais.

## Historie

Bex (konec 18. století)

Obec má dlouhou historií osídlení. Nejstarším dokladem lidské přítomnosti je lokalita Abri Sous Barme, kde byly nalezeny stopy z období neolitu. Z doby bronzové pochází pohřebiště a z doby římské se dochovaly pozůstatky dvou panských sídel. Mezi Bex a Massongex překračoval Rhonu most na obchodní cestě z Aventicum (Avenches) do Octodurum (Martigny). Římské názvy Bexu byly Baccae, Baccium a Bactiacum.
První písemná zmínka pochází z roku 574 pod názvem Baccis villa. V té době se u Bexu střetla franská vojska a bandy loupeživých rytířů lombardského původu, kteří vpadli do Valais. Později se objevily názvy Bacium, Baiz, Baz a v roce 1245 Bez.

Letecký pohled (1952)

Území Bexu darovalo království Horní Burgundsko v roce 999 sionskému biskupovi. Od 12. století podléhalo ve světských záležitostech savojským hrabatům. Od této doby je zmiňován šlechtický rod de Baiz (nebo de Bex), jehož hrad se nacházel na kopci Chiètres jižně od obce. Dva další hrady kontrolovaly cestu přes úvoz Pas de Cheville v údolí Avançonu. Od počátku 14. století bylo panství Bex rozděleno na četná léna a léna.
Již v roce 1464 byl Bex v důsledku trestné akce obsazen Bernem. V roce 1476 vtrhla do města vojska z horního Valais a zapálila hrad. Obec se proto ocitla pod ochranou Bernu a byla začleněna do panství Aigle. Jako mandát měla obec vlastní soud. V roce 1528 byla zavedena reformace. Po pádu Staré konfederace patřil Bex v letech 1798–1803 v období helvétského soustátí ke kantonu Léman, který byl poté po vstupu v platnost mediační ústavy sloučen s kantonem Vaud. V roce 1798 byl přiřazen k okresu Aigle. Prosperita Bexu v 19. století a na počátku 20. století byla úzce spjata s tehdejšími solnými doly a lázeňstvím.

## Obyvatelstvo
| Vývoj počtu obyvatel | Vývoj počtu obyvatel | Vývoj počtu obyvatel | Vývoj počtu obyvatel | Vývoj počtu obyvatel | Vývoj počtu obyvatel | Vývoj počtu obyvatel | Vývoj počtu obyvatel | Vývoj počtu obyvatel | Vývoj počtu obyvatel | Vývoj počtu obyvatel | Vývoj počtu obyvatel | Vývoj počtu obyvatel | Vývoj počtu obyvatel | Vývoj počtu obyvatel | Vývoj počtu obyvatel | Vývoj počtu obyvatel | Vývoj počtu obyvatel | Vývoj počtu obyvatel | Vývoj počtu obyvatel |
| -------------------- | -------------------- | -------------------- | -------------------- | -------------------- | -------------------- | -------------------- | -------------------- | -------------------- | -------------------- | -------------------- | -------------------- | -------------------- | -------------------- | -------------------- | -------------------- | -------------------- | -------------------- | -------------------- | -------------------- |
| Rok                  | 1722                 | 1764                 | 1803                 | 1850                 | 1860                 | 1870                 | 1880                 | 1888                 | 1900                 | 1910                 | 1920                 | 1930                 | 1941                 | 1950                 | 1960                 | 1970                 | 1980                 | 1990                 | 2000                 |
| Počet obyvatel       | 1550                 | 2063                 | 2298                 | 3091                 | 3552                 | 3707                 | 3921                 | 4373                 | 4561                 | 4772                 | 4609                 | 4433                 | 4264                 | 4762                 | 4667                 | 5069                 | 4843                 | 5727                 | 5973                 |

V roce 2008 žilo v obci 26,3 % cizích státních příslušníků. Podle údajů z roku 2000 mluvilo 83,8 % obyvatel francouzsky. 39,4 % obyvatel se hlásilo ke švýcarské reformované církvi a 33,2 % obyvatel k církvi římskokatolické.

## Hospodářství
Bex se rozvíjel díky solným dolům, které byly známy již od 16. století, ale systematicky se využívaly až od roku 1680. Šlo tak o první lokalitu, kde byla ve Švýcarsku zahájena těžba soli. Délka tunelů v celkové délce asi 50 km svědčí o významu těžby soli v údolí dolní Rhôny. V Sublinu se dočasně (kolem roku 1800) těžila také síra. Dnes je v provozu pouze solný závod Bévieux, který vyrábí solanku pro společnost Novartis. Od počátku 20. století se v Bex usadily nové podniky a podpořily rozvoj obce v průmyslové centrum.
Zemědělství je dosud velmi rozmanité díky rozsáhlému území obce a různým nadmořským výškám. Na jižních svazích kopců Le Montet a Chiètres a v oblasti Le Chêne se pěstují vinice na celkové ploše přes 100 hektarů. V rovině Rhôny se zemědělská půda využívá k pěstování orné půdy a ovoce, zatímco na nižších svazích se daří kaštanovým lesům. Ve vyšších polohách se pěstuje mléko a chová dobytek. V Alpách se nacházejí rozsáhlé vysokohorské pastviny pro letní chov dobytka.

## Doprava

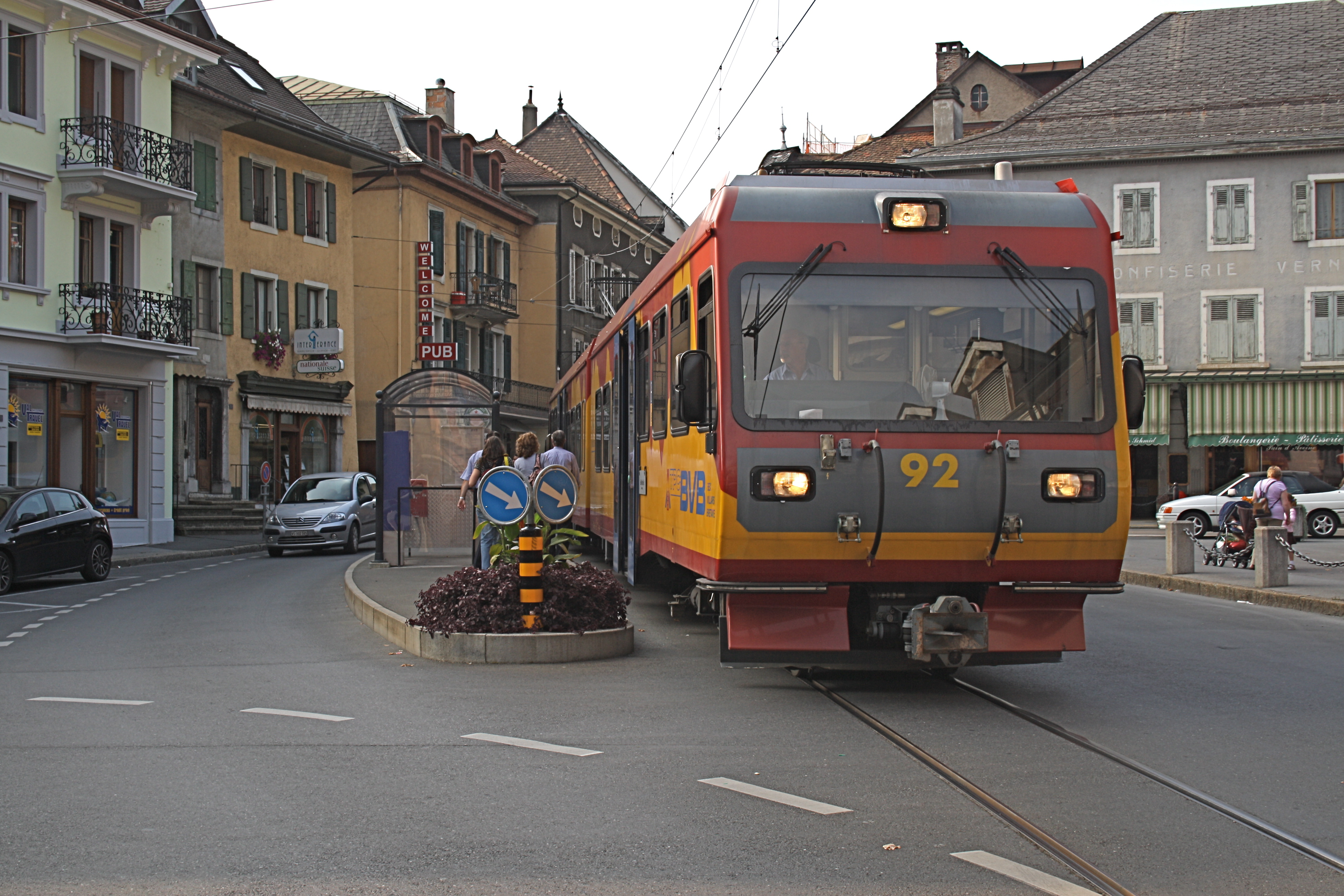
Vlak BVB v Bex

Obec má velmi dobré dopravní spojení. Nachází se hned vedle hlavní silnice č. 9, která vede z Lausanne přes Sion do průsmyku Simplonpass. Nejbližší sjezd na dálnici A9 (Lausanne–Sion), která byla otevřena v roce 1980 a prochází obcí, je vzdálen asi 2 km od centra obce.
Úsek Villeneuve–Bex železniční trati z Lausanne do Sionu (Simplonská dráha) byl slavnostně otevřen 10. června 1857. Od 1. listopadu 1860 je v provozu také pokračování z Bex do Saint-Maurice. Stanice Bex je výchozím bodem úzkorozchodné železniční tratě Chemin de fer Bex–Villars–Bretaye (BVB) do Villars-sur-Ollon.
Autobusové linky z Bex do Monthey, Fenaletu a Les Plans-sur-Bex zajišťují spojení veřejnou dopravou s okolními obcemi. Od roku 1919 se na rovině Rhôny nachází letiště, kde se od roku 1974 každoročně koná mezinárodní letecké setkání.

## Fotogalerie

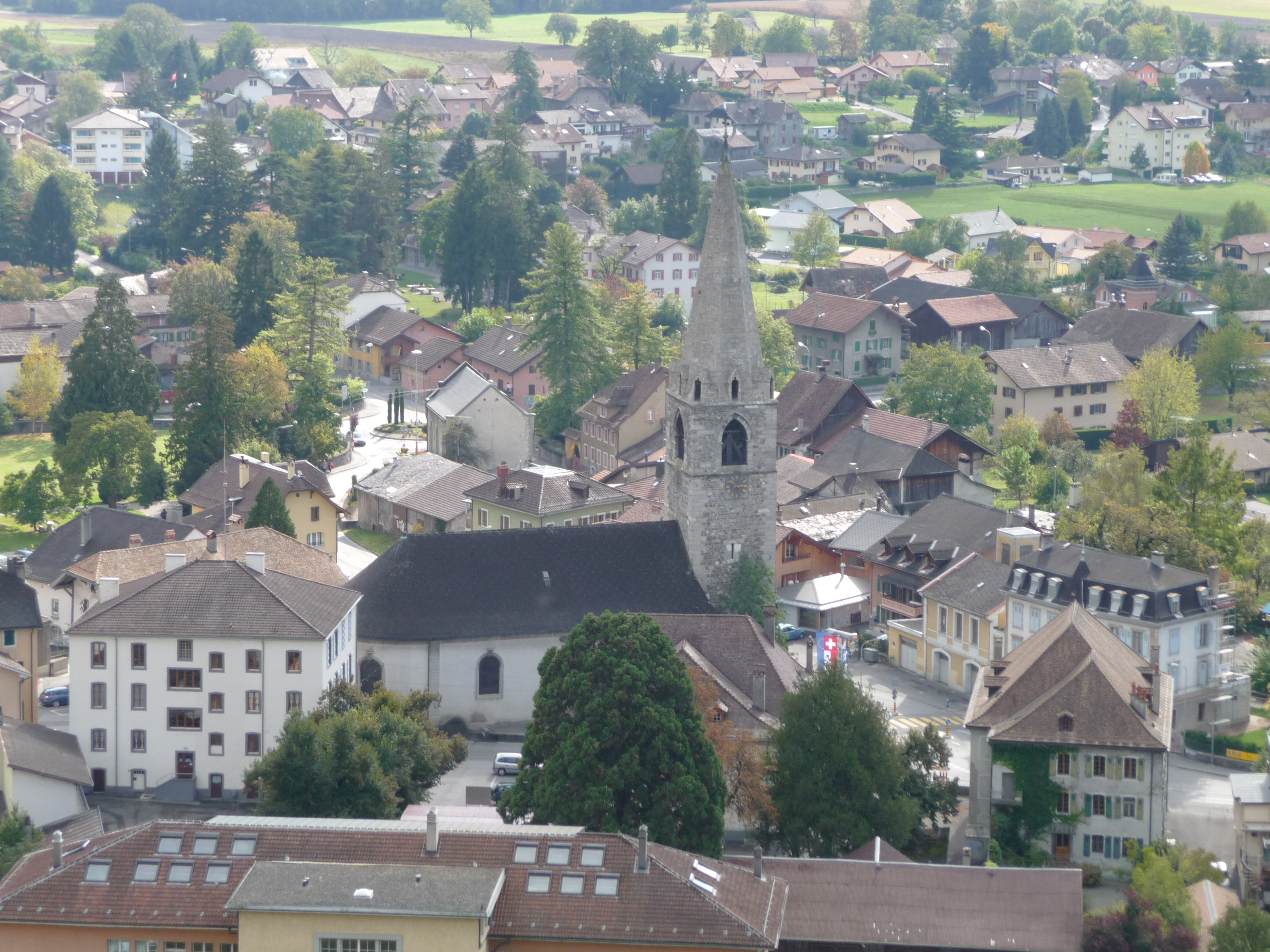
Reformovaný kostel
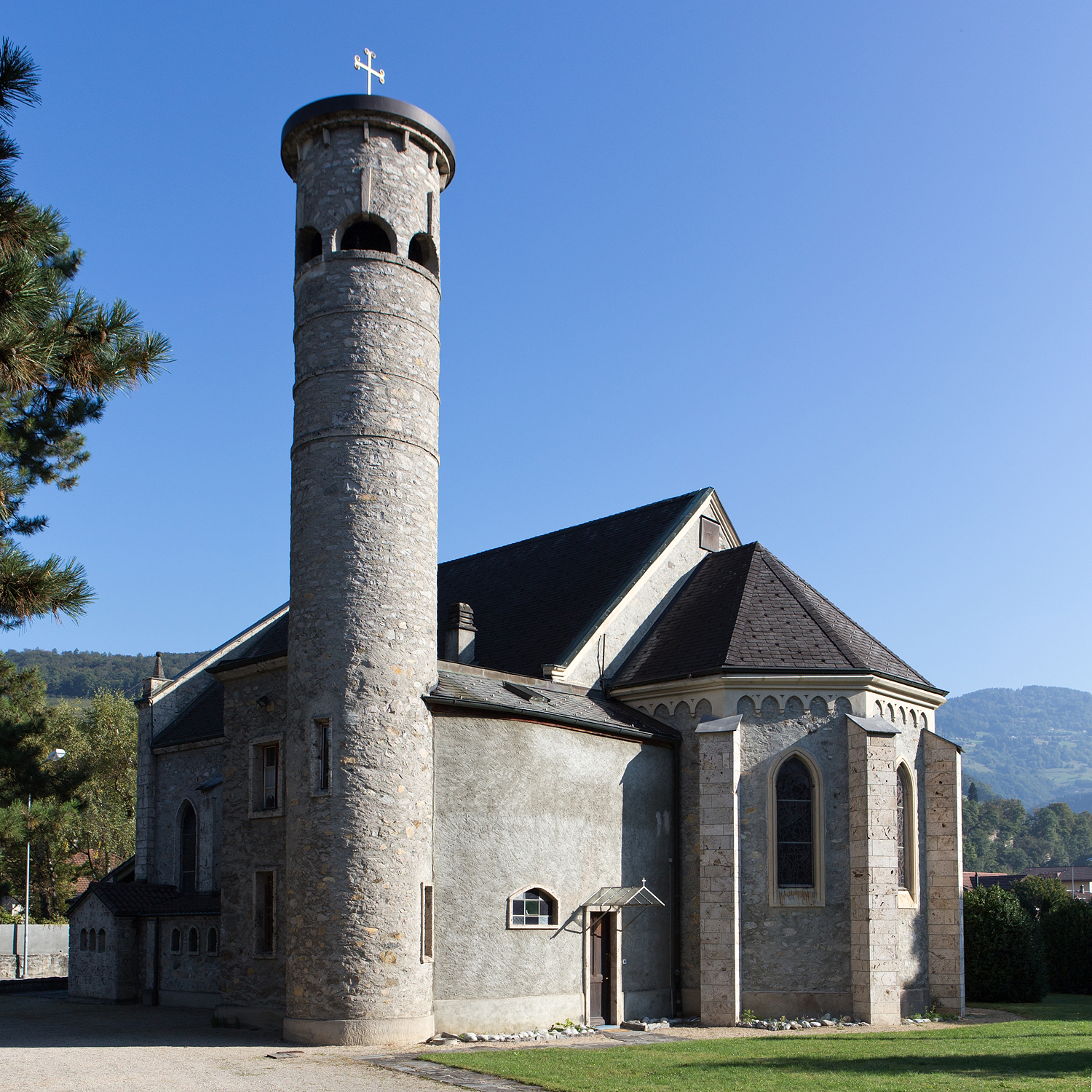
Katolický kostel
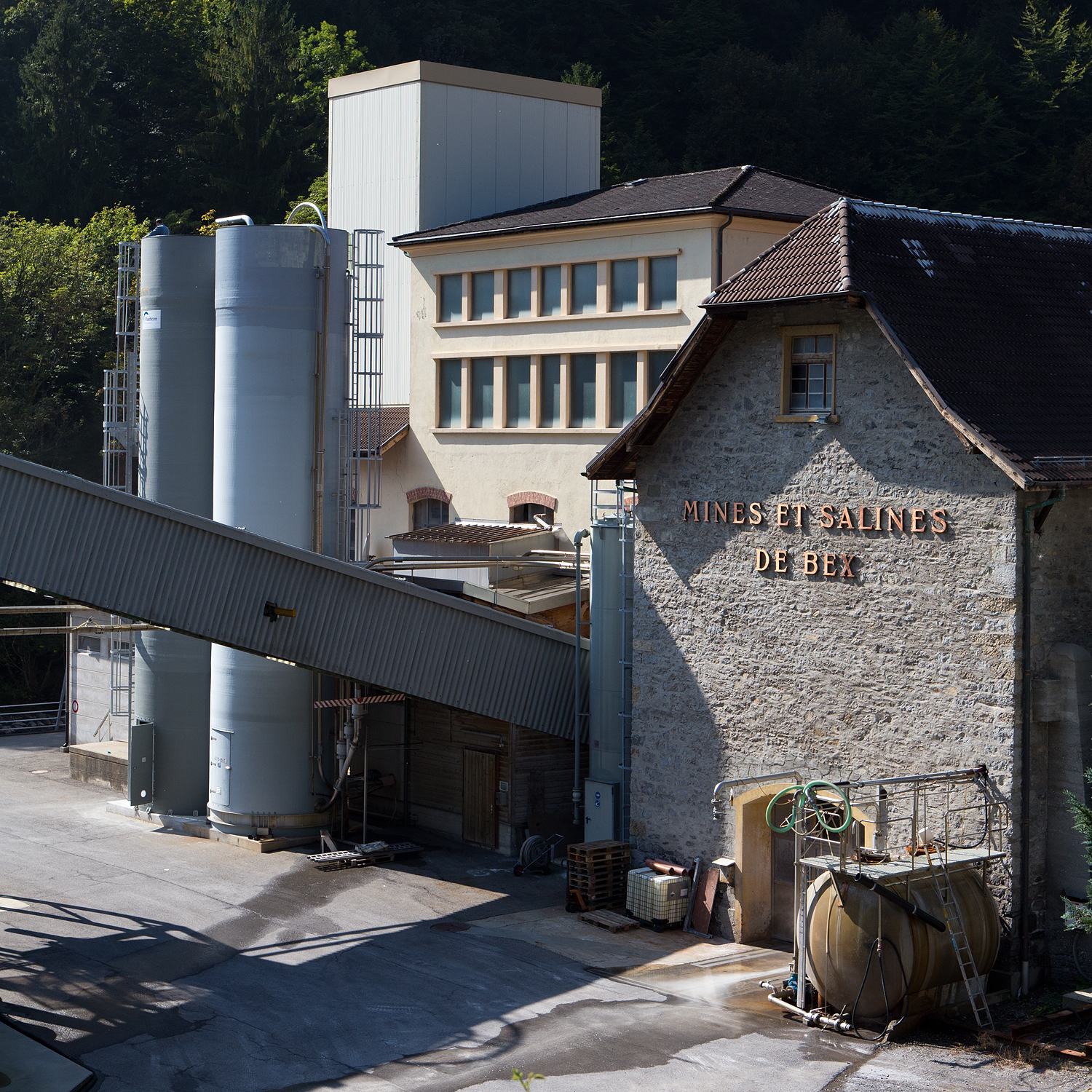
Solný důl
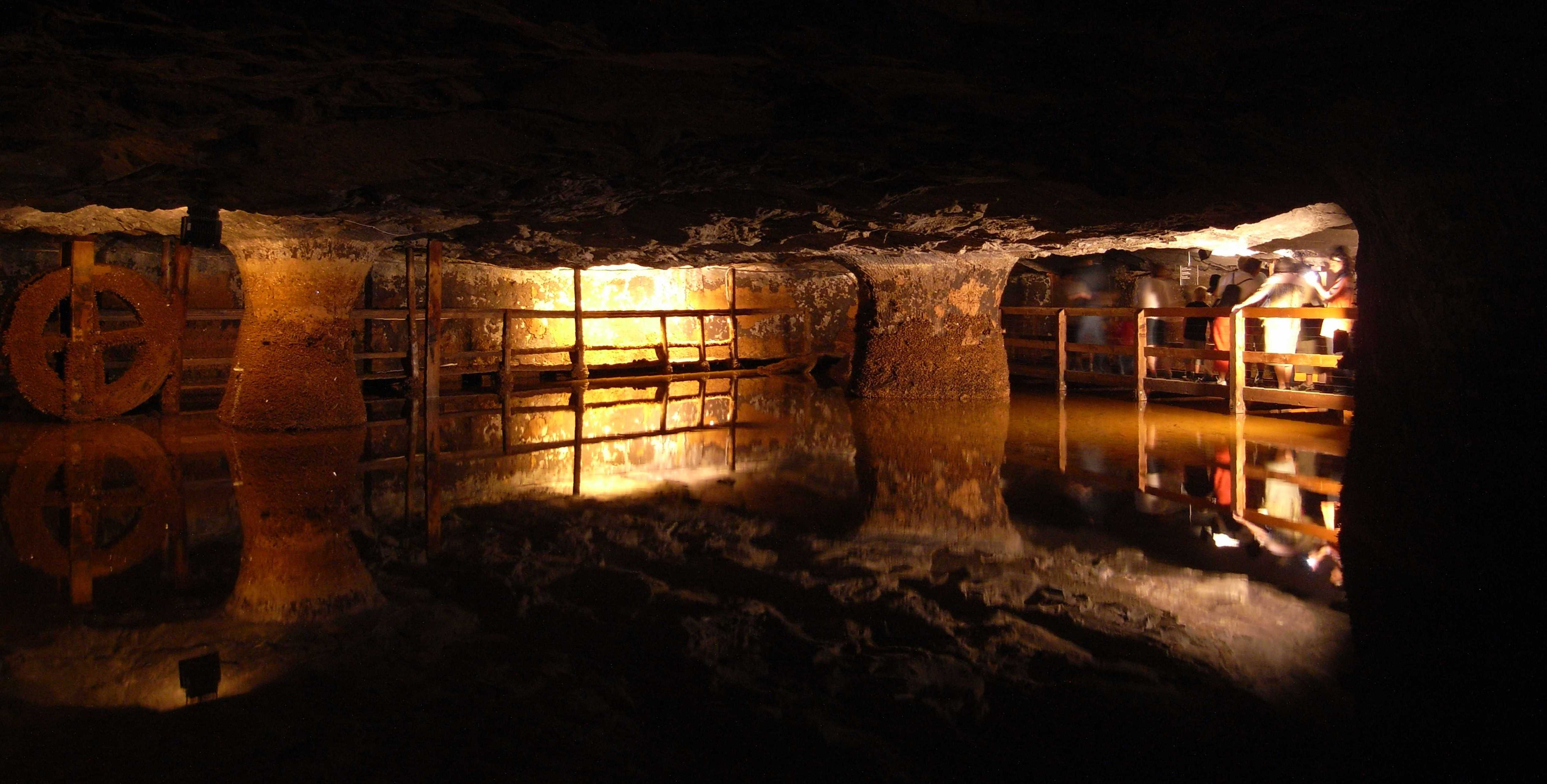
Solný důl
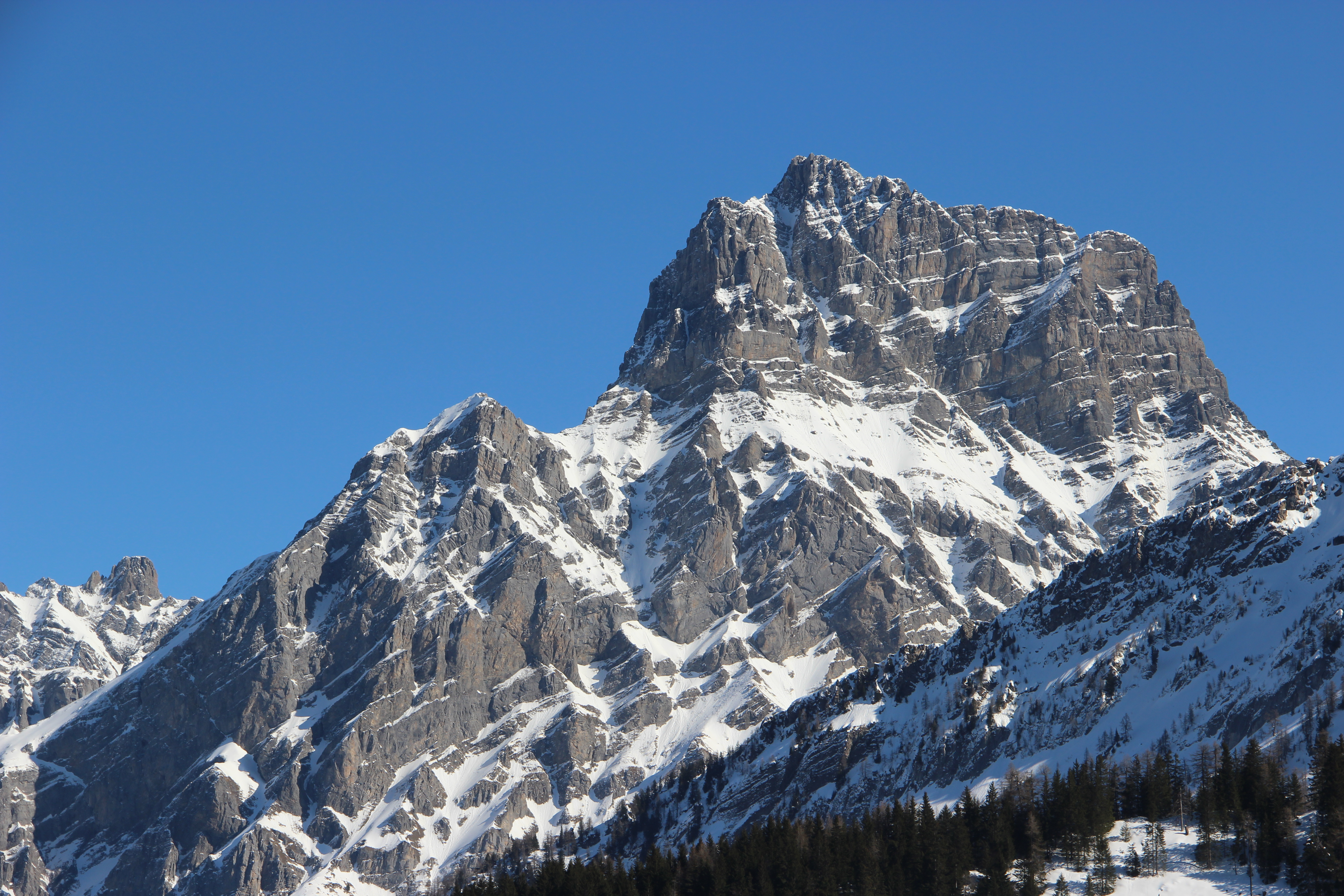
Grand Muveran